# Sundanina hirta
Sundanina hirta är en mångfotingart som beskrevs av Carl 1932. Sundanina hirta ingår i släktet Sundanina och familjen orangeridubbelfotingar. Inga underarter finns listade i Catalogue of Life.